# اچ‌ام‌اس سیدون (پی۲۵۹)
اچ‌ام‌اس سیدون (پی۲۵۹) (به انگلیسی: HMS Sidon (P259)) یک زیردریایی بود که طول آن ۲۱۷ فوت (۶۶ متر) بود. این زیردریایی در سال ۱۹۴۴ ساخته شد.